# Nicholas Latifi

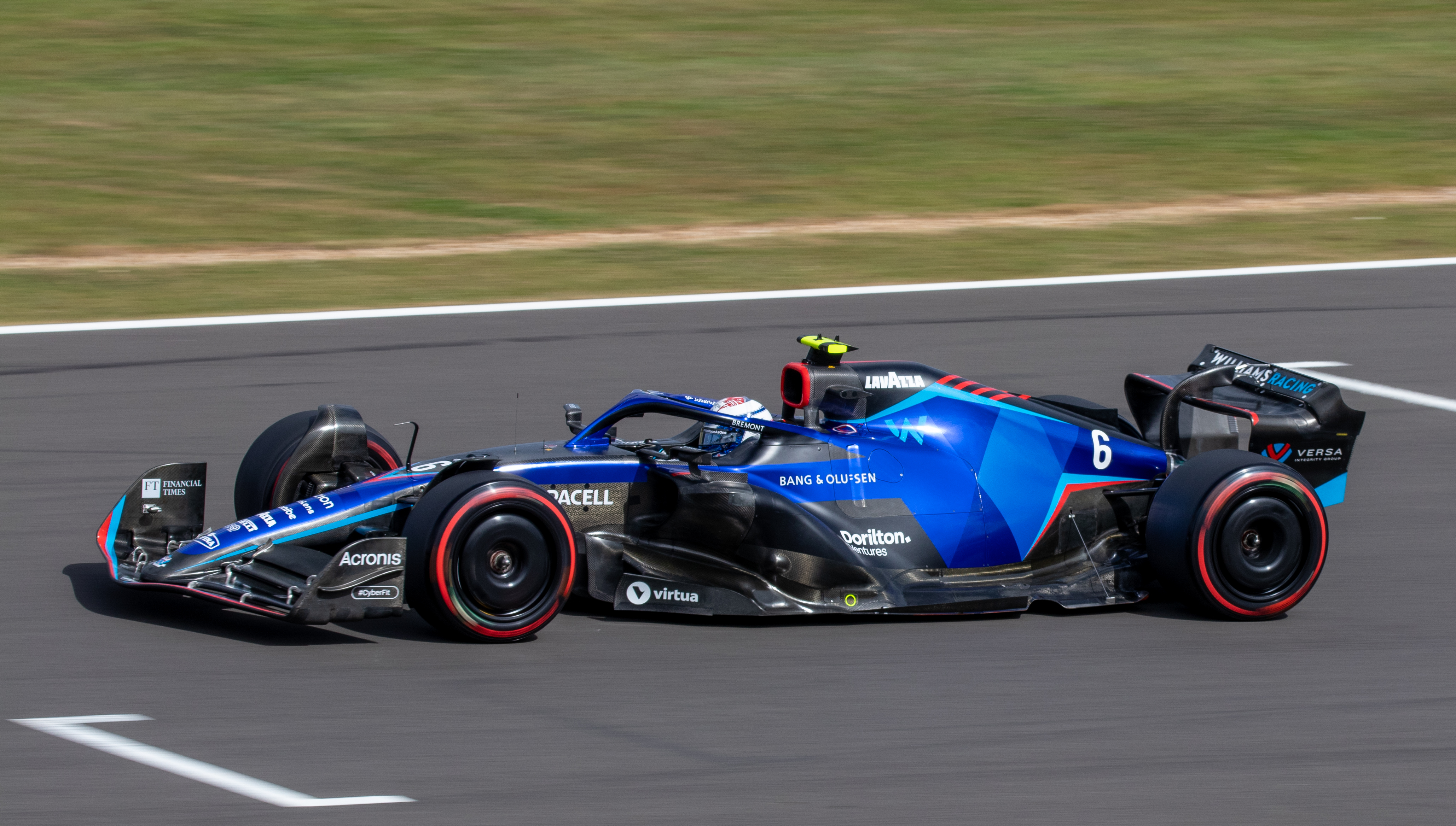
Latifi beim Großen Preis von Großbritannien 2022

Nicholas Daniel Latifi (* 29. Juni 1995 in Montreal, Québec) ist ein ehemaliger kanadisch-iranischer Automobilrennfahrer. Er startete von 2014 bis 2019 in der FIA-Formel-2-Meisterschaft (ehemals GP2-Serie) und wurde in seiner letzten Saison Vizemeister. 2020 bis 2022 fuhr er in der Formel 1 für Williams.

## Karriere
Latifi begann seine Motorsportkarriere 2009 im Kartsport, in dem er bis 2012 aktiv blieb. In der Saison 2011/2012 debütierte er zudem im Formelsport und nahm an zwei Rennen der Skip Barber Winter Series teil. Dabei entschied er eines für sich. 2012 erhielt Latifi in der italienischen Formel-3-Meisterschaft zunächst ein Cockpit bei BVM. Nach der zweiten Veranstaltung wechselte er innerhalb der Serie zu JD Motorsport. Für diesen Rennstall absolvierte er die restliche Saison und gewann ein Rennen. Insgesamt stand er viermal auf dem Podium. Er beendete die Saison auf dem siebten Platz der Fahrerwertung, während sein Teamkollege Riccardo Agostini die Meisterschaft gewann. Darüber hinaus nahm Latifi 2012 in Nordamerika an einem GT-Rennen der Continental Tire Sports Car Challenge teil.
Anfang 2013 trat Latifi für Giles Motorsport zur Toyota Racing Series in Neuseeland an. Er schloss die Saison auf dem neunten Platz ab. Anschließend kehrte Latifi nach Europa zurück und erhielt bei Carlin ein Cockpit für die europäische Formel-3-Meisterschaft 2013. Er beendete die Saison auf dem 15. Platz der Gesamtwertung. Darüber hinaus nahm Latifi für Carlin 2013 an der britischen Formel-3-Meisterschaft teil. Mit einem dritten Platz als bestem Resultat wurde er dort Fünfter. 2014 trat Latifi am Jahresanfang in der Florida Winter Series an. Dabei gewann er vier Rennen und war nach Platzierungen der zweitbeste Fahrer. Anschließend fuhr Latifi 2014 für das Prema Powerteam in der europäischen Formel-3-Meisterschaft. Mit einem zweiten Platz stand er einmal auf dem Podium. Als drittbester Pilot seines Rennstalls wurde er Gesamtzehnter. Sein Teamkollege Esteban Ocon gewann den Meistertitel. Darüber hinaus stieg Latifi im September für Tech 1 Racing in die Formel Renault 3.5 ein. Wegen dieses Engagements verzichtete er auf die Teilnahme am letzten Formel-3-Wochenende. Latifi erreichte in der Formel Renault 3.5 einen zweiten Platz als bestes Ergebnis und lag am Saisonende auf dem 20. Gesamtrang. Im November 2014 gab Latifi zudem für Hilmer Motorsport sein Debüt in der GP2-Serie. Neben seinem Engagement im Formelsport ging Latifi für Redline Racing zu zwei Rennen des britischen Porsche Carrera Cups an den Start.
2015 entschied sich Latifi für ein Engagement in der Formel Renault 3.5 bei Arden Motorsport. Mit zwei vierten Plätzen als beste Ergebnisse beendete er die Saison auf dem elften Meisterschaftsplatz. Intern unterlag er Jegor Orudschew mit 55 zu 133 Punkten. Darüber hinaus nahm Latifi für MP Motorsport an einigen Rennen der GP2-Serie 2015 und der Winterserie der Pro Mazda Championship teil. Außerdem fuhr er erneut einige Rennen im britischen Porsche Carrera Cup.
2016 wechselte Latifi zu DAMS in die GP2-Serie. Ein zweiter Platz beim Saisonauftakt in Barcelona war sein bestes Ergebnis. Er schloss die Saison mit 23 Punkten auf dem 16. Rang ab, während sein Teamkollege Alex Lynn mit 124 Punkten Sechster war. 2017 blieb Latifi bei DAMS in der Rennserie, die im Winter in FIA-Formel-2-Meisterschaft umbenannt worden war. Er gewann ein Rennen, und beendete die Saison mit 178 Punkten auf Platz 5 der Meisterschaft. 2018 trat er wiederum für DAMS in der Formel 2 an. Er gewann das Sprintrennen auf dem Circuit de Spa-Francorchamps und beendete die Saison auf dem neunten Gesamtrang. 2019 startete er erneut bei DAMS mit Sérgio Sette Câmara als Teamkollege, welcher von Carlin zum Team stieß. Latifi konnte insgesamt vier Siege einfahren, nämlich jeweils das Hauptrennen in Bahrain, Spanien und Ungarn sowie das Sprintrennen in Aserbaidschan, und wurde bei den Hauptrennen in Großbritannien und Russland sowie beim Sprintrennen in Abu Dhabi jeweils Zweiter. Im Gesamtklassement wurde er mit 214 Punkten Vizemeister hinter Nyck de Vries, der 266 Punkte eingesammelt hatte. Sein Teamkollege Sérgio Sette Câmara, der am Saisonende auf Platz 4 landete, sammelte insgesamt 204 Punkte.
2020 startete er für Williams in der Formel 1, wo er zuvor Test- und Ersatzfahrer war. Dort ersetzt er Robert Kubica und wurde Teamkollege von George Russell. Für seine Karriere in dieser Rennserie wählte er die 6 als permanente Startnummer, die zuletzt 2014 bis 2016 von Nico Rosberg benutzt wurde. Da aufgrund der COVID-19-Pandemie zahlreiche Rennen abgesagt oder verschoben wurden, musste Latifi bis zum Großen Preis von Österreich im Juli auf sein Debüt warten. Hierbei erreichte er den elften Platz. Bei seinem Einstand verpasste er damit nur knapp einen Punkterang. Allerdings war er in dem von zahlreichen Ausfällen geprägten Rennen auch der letzte Fahrer, der ins Ziel kam. Er beendete die Saison auf dem 21. Platz der Fahrerwertung.
2021 bildeten Latifi und Russell erneut die Fahrerpaarung bei Williams. In Ungarn erzielte er als Siebter seine ersten Punkte in der Formel 1. Am Saisonende belegte er mit sieben Punkten den 17. Gesamtrang.
Nachdem Russell im Jahr 2022 zu Mercedes gewechselt war, wurde Alexander Albon zu seinem neuen Teamkollegen. Am 23. September 2022 gab Williams bekannt, dass Latifi das Team am Ende der Saison verlassen wird. Im Juli 2023 verkündete er sein Karriereende.

## Statistik

### Karrierestationen
| - 2009–2012: Kartsport - 2012: Skip Barber Winter Series (Platz 34) - 2012: Italienische Formel 3 (Platz 7) - 2012: Continental Tire Sports Car Challenge, GS (Platz 84) - 2013: Toyota Racing Series (Platz 9) - 2013: Europäische Formel 3 (Platz 15) - 2013: Britische Formel 3 (Platz 5) - 2014: Florida Winter Series | - 2014: Europäische Formel 3 (Platz 10) - 2014: Formel Renault 3.5 (Platz 20) - 2014: GP2-Serie (Platz 32) - 2014: Britischer Porsche Carrera Cup (Platz 24) - 2015: Formel Renault 3.5 (Platz 11) - 2015: GP2-Serie (Platz 27) - 2015: Pro Mazda Championship, Winter (Platz 12) - 2015: Britischer Porsche Carrera Cup (Platz 11) - 2016: GP2-Serie (Platz 16) | - 2016: Formel 1 (Testfahrer) - 2017: Formel 2 (Platz 5) - 2018: Formel 2 (Platz 9) - 2019: Formel 2 (Platz 2) - 2020: Formel 1 (Platz 21) - 2021: Formel 1 (Platz 17) - 2022: Formel 1 (Platz 20) |

### Einzelergebnisse in der europäischen Formel-3-Meisterschaft
| Jahr | Team            | Motor      | 1   | 2   | 3   | 4   | 5   | 6   | 7   | 8   | 9   | 10  | 11  | 12  | 13  | 14  | 15  | 16  | 17  | 18  | 19  | 20  | 21  | 22  | 23  | 24  | 25  | 26  | 27  | 28  | 29  | 30  | 31  | 32  | 33  | Punkte | Rang |
| ---- | --------------- | ---------- | --- | --- | --- | --- | --- | --- | --- | --- | --- | --- | --- | --- | --- | --- | --- | --- | --- | --- | --- | --- | --- | --- | --- | --- | --- | --- | --- | --- | --- | --- | --- | --- | --- | ------ | ---- |
| 2013 | Carlin          | Volkswagen | MON | MON | MON | SIL | SIL | SIL | HO1 | HO1 | HO1 | BRH | BRH | BRH | SPI | SPI | SPI | NOR | NOR | NOR | NÜR | NÜR | NÜR | ZAN | ZAN | ZAN | VAL | VAL | VAL | HO2 | HO2 | HO2 |     |     |     | 45     | 15.  |
| 2013 | Carlin          | Volkswagen | 16  | 15  | DNF | 5   | DNF | 10  | 23  | 22  | 15  | DNF | 27  | 7   | 5   | DNF | 7   | DNF | 19  | DNF | 19  | 17  | 21  | 8   | 11  | DNF | 17  | 11  | DNF | 12  | 13  | DNF |     |     |     | 45     | 15.  |
| 2014 | Prema Powerteam | Mercedes   | SIL | SIL | SIL | HO1 | HO1 | HO1 | PAU | PAU | PAU | HUN | HUN | HUN | SPA | SPA | SPA | NOR | NOR | NOR | MOS | MOS | MOS | SPI | SPI | SPI | NÜR | NÜR | NÜR | IMO | IMO | IMO | HO2 | HO2 | HO2 | 128    | 10.  |
| 2014 | Prema Powerteam | Mercedes   | 6   | 2   | 4   | DNF | 6   | DNF | DNF | 17* | DNF | 22  | 9   | 10  | 13  | 7   | 5   | 4   | 8   | DNF | 7   | 8   | 17* | DNF | 8   | 4   | 13  | 10  | DNF | DNF | 6   | 4   |     |     |     | 128    | 10.  |

### Einzelergebnisse in der Formel Renault 3.5
| Jahr | Team             | 1   | 2   | 3   | 4   | 5   | 6   | 7   | 8   | 9   | 10  | 11  | 12  | 13  | 14  | 15  | 16  | 17  | Punkte | Rang |
| ---- | ---------------- | --- | --- | --- | --- | --- | --- | --- | --- | --- | --- | --- | --- | --- | --- | --- | --- | --- | ------ | ---- |
| 2014 | Tech 1 Racing    | MNZ | MNZ | ALC | ALC | MON | SPA | SPA | MOS | MOS | NÜR | NÜR | HUN | HUN | LEC | LEC | JRZ | JRZ | 20     | 20.  |
| 2014 | Tech 1 Racing    |     |     |     |     |     |     |     |     |     |     |     | DNF | 18  | 16  | 9   | 16  | 2   | 20     | 20.  |
| 2015 | Arden Motorsport | ALC | ALC | MON | SPA | SPA | HUN | HUN | SPI | SPI | SIL | SIL | NÜR | NÜR | LMS | LMS | JRZ | JRZ | 55     | 11.  |
| 2015 | Arden Motorsport | 8   | 14  | DNF | 4   | 13  | DNF | 17  | 4   | DNF | 8   | 5   | DNF | DNF | DNF | 7   | 7   | 10  | 55     | 11.  |

### Einzelergebnisse in der GP2-Serie / FIA-Formel-2-Meisterschaft
| Jahr | Team              | 1   | 2   | 3   | 4   | 5   | 6   | 7   | 8   | 9   | 10  | 11  | 12  | 13  | 14  | 15  | 16  | 17  | 18  | 19  | 20  | 21  | 22  | 23  | 24  | Punkte | Rang |
| ---- | ----------------- | --- | --- | --- | --- | --- | --- | --- | --- | --- | --- | --- | --- | --- | --- | --- | --- | --- | --- | --- | --- | --- | --- | --- | --- | ------ | ---- |
| 2014 | Hilmer Motorsport | BRN | BRN | ESP | ESP | MON | MON | AUT | AUT | GBR | GBR | GER | GER | HUN | HUN | BEL | BEL | ITA | ITA | RUS | RUS | UAE | UAE |     |     | 0      | 32.  |
| 2014 | Hilmer Motorsport |     |     |     |     |     |     |     |     |     |     |     |     |     |     |     |     |     |     |     |     | 22  | 17  |     |     | 0      | 32.  |
| 2015 | MP Motorsport     | BRN | BRN | ESP | ESP | MON | MON | AUT | AUT | GBR | GBR | HUN | HUN | BEL | BEL | ITA | ITA | RUS | RUS | BRN | BRN | UAE | UAE |     |     | 0      | 27.  |
| 2015 | MP Motorsport     |     |     |     |     |     |     |     |     |     |     | 15  | 14  |     |     |     |     | 18  | 14  | 16  | 11  | DNF | C   |     |     | 0      | 27.  |
| 2016 | DAMS              | ESP | ESP | MON | MON | AZE | AZE | AUT | AUT | GBR | GBR | HUN | HUN | GER | GER | BEL | BEL | ITA | ITA | MAS | MAS | UAE | UAE |     |     | 23     | 16.  |
| 2016 | DAMS              | 2   | 7   | DNF | DNF | DNF | 13  | 10  | DNF | 11  | 10  | 16  | 12  | 14  | 17  | 13  | 9   | 16  | 15  | 14  | 10  | 9   | 12  |     |     | 23     | 16.  |
| 2017 | DAMS              | BRN | BRN | ESP | ESP | MON | MON | AZE | AZE | AUT | AUT | GBR | GBR | HUN | HUN | BEL | BEL | ITA | ITA | ESP | ESP | UAE | UAE |     |     | 178    | 5.   |
| 2017 | DAMS              | 11  | 4   | 6   | 3   | DNF | 13  | 3   | 3   | 2   | 8   | 8   | 1   | 2   | 6   | DNS | 9   | 3   | 16  | 4   | 2   | 5   | 3   |     |     | 178    | 5.   |
| 2018 | DAMS              | BRN | BRN | AZE | AZE | ESP | ESP | MON | MON | FRA | FRA | AUT | AUT | GBR | GBR | HUN | HUN | BEL | BEL | ITA | ITA | RUS | RUS | UAE | UAE | 91     | 9.   |
| 2018 | DAMS              | 11  | 10  | 5   | 3   | 14  | 8   | 9   | 8   | 7   | 8   | 11  | 8   | 17  | 16  | DNF | 16  | 8   | 1   | 5   | 4   | 2   | DNF | DNF | 15  | 91     | 9.   |
| 2019 | DAMS              | BRN | BRN | AZE | AZE | ESP | ESP | MON | MON | FRA | FRA | AUT | AUT | GBR | GBR | HUN | HUN | BEL | BEL | ITA | ITA | RUS | RUS | UAE | UAE | 214    | 2.   |
| 2019 | DAMS              | 1   | 3   | 4   | 1   | 1   | 6   | 12  | 10  | 5   | 6   | 9   | 6   | 2   | 5   | 1   | 7   | C   | C   | 13  | 10  | 2   | 4   | 7   | 2   | 214    | 2.   |

### Statistik in der Formel-1-Weltmeisterschaft
Diese Statistik umfasst alle Teilnahmen des Fahrers an der Formel-1-Weltmeisterschaft.

#### Gesamtübersicht
(Stand: Saisonende 2022)
| Saison | Team             | Chassis        | Motor                 | Rennen | Siege | Zweiter | Dritter | Poles | schn. Rennrunden | Punkte | WM-Pos. |
| ------ | ---------------- | -------------- | --------------------- | ------ | ----- | ------- | ------- | ----- | ---------------- | ------ | ------- |
| 2020   | Williams F1 Team | Williams FW43  | Mercedes 1.6 V6 Turbo | 17     | −     | −       | −       | −     | −                | 0      | 21.     |
| 2021   | Williams F1 Team | Williams FW43B | Mercedes 1.6 V6 Turbo | 22     | −     | −       | −       | −     | −                | 7      | 17.     |
| 2022   | Williams F1 Team | Williams FW44  | Mercedes 1.6 V6 Turbo | 21     | −     | −       | −       | −     | −                | 2      | 20.     |
| Gesamt | Gesamt           | Gesamt         | Gesamt                | 60     | −     | −       | −       | −     | −                | 9      |         |

#### Einzelergebnisse
| Saison | 1   | 2  | 3  | 4  | 5  | 6  | 7  | 8   | 9  | 10  | 11  | 12 | 13  | 14  | 15  | 16  | 17 | 18 | 19  | 20 | 21  | 22 |
| ------ | --- | -- | -- | -- | -- | -- | -- | --- | -- | --- | --- | -- | --- | --- | --- | --- | -- | -- | --- | -- | --- | -- |
| 2020   |     |    |    |    |    |    |    |     |    |     |     |    |     |     |     |     |    |    |     |    |     |    |
| 11     | 17  | 19 | 15 | 19 | 18 | 16 | 11 | DNF | 16 | 14  | 18  | 11 | DNF | 14  | DNF | 17  |    |    |     |    |     |    |
| 2021   |     |    |    |    |    |    |    |     |    |     |     |    |     |     |     |     |    |    |     |    |     |    |
| 18*    | DNF | 18 | 16 | 15 | 16 | 18 | 17 | 16  | 14 | 7   | 9   | 16 | 11  | 19* | 17  | 15  | 17 | 16 | DNF | 12 | DNF |    |
| 2022   |     |    |    |    |    |    |    |     |    |     |     |    |     |     |     |     |    |    |     |    |     |    |
| 16     | DNF | 16 | 16 | 14 | 16 | 15 | 15 | 16  | 12 | DNF | DNF | 18 | 18  | 18  | 15  | DNF | 9  | 17 | 18  | 16 | 19* |    |

| Legende  | Legende            | Legende                                                          |
| Farbe    | Abkürzung          | Bedeutung                                                        |
| -------- | ------------------ | ---------------------------------------------------------------- |
| Gold     | –                  | Sieg                                                             |
| Silber   | –                  | 2. Platz                                                         |
| Bronze   | –                  | 3. Platz                                                         |
| Grün     | –                  | Platzierung in den Punkten                                       |
| Blau     | –                  | Klassifiziert außerhalb der Punkteränge                          |
| Violett  | DNF                | Rennen nicht beendet (did not finish)                            |
| Violett  | NC                 | nicht klassifiziert (not classified)                             |
| Rot      | DNQ                | nicht qualifiziert (did not qualify)                             |
| Rot      | DNPQ               | in Vorqualifikation gescheitert (did not pre-qualify)            |
| Schwarz  | DSQ                | disqualifiziert (disqualified)                                   |
| Weiß     | DNS                | nicht am Start (did not start)                                   |
| Weiß     | WD                 | zurückgezogen (withdrawn)                                        |
| Hellblau | PO                 | nur am Training teilgenommen (practiced only)                    |
| Hellblau | TD                 | Freitags-Testfahrer (test driver)                                |
| ohne     | DNP                | nicht am Training teilgenommen (did not practice)                |
| ohne     | INJ                | verletzt oder krank (injured)                                    |
| ohne     | EX                 | ausgeschlossen (excluded)                                        |
| ohne     | DNA                | nicht erschienen (did not arrive)                                |
| ohne     | C                  | Rennen abgesagt (cancelled)                                      |
| ohne     | keine WM-Teilnahme |                                                                  |
| sonstige | P/fett             | Pole-Position                                                    |
| sonstige | 1/2/3/4/5/6/7/8    | Punktplatzierung im Sprint-/Qualifikationsrennen                 |
| sonstige | SR/kursiv          | Schnellste Rennrunde                                             |
| sonstige | *                  | nicht im Ziel, aufgrund der zurückgelegten Distanz aber gewertet |
| sonstige | ()                 | Streichresultate                                                 |
| sonstige | unterstrichen      | Führender in der Gesamtwertung                                   |